# Huset på Christianshavn
Huset på Christianshavn är en dansk tv-serie från 1970-1977 skapad av Erik Balling, Tom Hedegaard och Ebbe Langberg. Serien är en av DR:s största succéer. Den utgjorde basen för filmen Ballade på Christianshavn från 1971, även den i regi av Erik Balling. Seriens framgång gjorde det möjligt för Nordisk Film att kunna producera den mer påkostade produktionen Matador.
Serien följer de boende i fastigheten på Amagergade 7 i Christianshavn, i Köpenhamns äldre delar. 

## Rollista i urval
- Poul Reichhardt - flyttkarlen Egon/Arnold Olsen
- Helle Virkner - Ellen/Sonja Olsen
- Jes Holtsø - William Olsen
- Arthur Jensen - vicevärden Arnold Hannibal/August Emil Frederik Severin Meyer
- Paul Hagen - djurhandlaren Thormod Clausen
- Lis Løwert - Mille Clausen
- Willy Rathnov - Egon Hansen
- Kirsten Walther - Karla Hansen
- Flemming Nielsen - Bimmer Hansen
- Ove Sprogøe - Larsen
- Bodil Udsen - värdshusägaren Emma Frederiksen/Petersen
- Finn Storgaard - Tue
- Kirsten Hansen-Møller - Rikke
- Claus Ryskjær - fotograf Bo
- Karen Berg - majorskan & änkefrun Dagmar Hammerstedt
- Preben Mahrt - Ernest de Mads/Madsen
- Preben Kaas - Knold, Harald
- Judy Gringer - Karlas syster Lily
- Ove Verner Hansen - gäst på värdshuset Rottehullet, taxichaufför, tulpanförsäljare, köpman, murare
- Holger Perfort - Kund, skadedjursbekämpare
- Karl Stegger - polis Frederiksen, polisinspektör Storm, kusin Emil
- Edvin Tiemroth - konsthandlare Hallandsen, advokat
- Jørgen Beck - Olika roller, oftast brevbärare
- Olaf Nielsen - skadedjursbekämpare, polis
- Poul Thomsen - polis, taxichaufför, kusin Viggo
- Jørgen Kiil - kommunarbetare, hypnotisör, försäkringsman